# 2022년 북대서양 허리케인

## 설명
- 활동 기간은 미국 날짜로 표시한다.

## 허리케인 이름
- 제1호 허리케인 알렉스(2201)

- 제2호 허리케인 보니(2202)

- 제3호 허리케인 콜린(2203)

- 제4호 허리케인 대니얼(2204)

- 제5호 허리케인 얼(2205)

- 제6호 허리케린 피오나(2206)

- 제7호 허리케인 게스턴(2207)

- 제8호 허리케인 헤르민(2208)

- 제9호 허리케인 이안(2209)

- 제10호 허리케인 줄리아(2210)

- 제11호 허리케인 칼(2211)

- 제12호 허리케인 리사(2212)

- 제13호 허리케인 마틴(2213)

- 제14호 허리케인 니콜(2214)

## 같이 보기
- 2022년 태풍
- 2022년 동태평양 허리케인
- 2022년 북인도양 사이클론